# Scoparia nigripunctalis
Scoparia nigripunctalis là một loài bướm đêm trong họ Crambidae.